# Jakub Mestre Iborra
Jakub Mestre Iborra znany też jako Jakub z Rafelbuñol, (hiszp.) Santiago Mestre Iborra (ur. 10 kwietnia 1909 w Rafelbuñol na terenie wspólnoty walenckiej, zm. 29 września 1936 w Gilet pod Walencją) – hiszpański błogosławiony Kościoła katolickiego, męczennik, prezbiter, kapucyn, ofiara prześladowań antykatolickich okresu hiszpańskiej wojny domowej.

## Życiorys
Był siódmym z dziewięciorga synów Onofre Mestre i Mercedes Iborra. Ochrzczony został w miejscowej parafii w dwa dni po urodzeniu. Do zakonu kapucynów wstąpił przyjmując habit 6 czerwca 1924 r. w Olleríi. Śluby czasowe złożył 7 czerwca 1925 r., a profesję wieczystą 21 kwietnia 1930, na ręce generała ojca Melchiore da Benisa. Studia i tytuł doktora teologii uzyskał w Rzymie na Uniwersytecie Gregoriańskim. Sakrament święceń kapłańskich otrzymał tamże 26 marca 1932 r. W Hiszpanii skierowany został do pracy dydaktycznej i powierzono mu funkcję wicedyrektora seminarium duchownego w Masamagrell. Realizował swoje powołanie z posłuszeństwem, prostotą i pokorą, będąc w opinii wiernych przykładnym zakonnikiem. W pobożności Jakuba z Rafelbuñol szczególne miejsce zajmował kult maryjny.
Gdy po wybuchu wojny domowej rozpoczęły się prześladowania katolików i napaści na klasztory, zorganizował seminarzystom bezpieczne kryjówki, a później udał się w rodzinne strony. Pracował jako robotnik budowlany do 26 września 1936 r. gdy aresztowano dwadzieścia dwie osoby, wśród których znajdowali się jego bracia i ojciec. Udał się do komitetu rewolucyjnego ofiarując swoją wolność za zatrzymanych, ale został dołączony do ich grona. Wysłuchał spowiedzi uwięzionych, a 29 września został rozstrzelany z całą grupą, których jedynym przewinieniem było wyznawanie katolicyzmu.
Pochowany został w zbiorowej mogile na miejscowym cmentarzu w Rafelbuñol.
Proces informacyjny odbył się w Walencji w latach 1957–1959. Beatyfikowany w pierwszej grupie wyniesionych na ołtarze męczenników z zakonu kapucynów zamordowanych podczas prześladowań religijnych 1936–1939, razem z Józefem Aparicio Sanzem i 232 towarzyszami, pierwszymi wyniesionymi na ołtarze Kościoła katolickiego w trzecim tysiącleciu przez papieża Jana Pawła II w Watykanie 11 marca 2001 roku.
Wspomnienie liturgiczne obchodzone jest przez katolików w dzienną rocznicę śmierci (29 września), a także w grupie męczenników 22 września.
Miejscem kultu Jakuba z Rafelbuñol jest archidiecezja walencka. Po translacji jego relikwie spoczywają w kaplicy Męczenników kapucyńskich klasztoru św. Magdaleny w Massamagrell.